# مطار منوركا
مطار منوركا (بالكتالونية: Aeroport de Menorca، بالإسبانية: Aeropuerto de Menorca) ويُعرف أيضًا باسم مطار ماهون منوركا (Mahon Menorca Airport) هو مطار دولي يخدم جزيرة منوركا، إحدى جزر البليار الإسبانية في البحر الأبيض المتوسط. يقع المطار على 4.5 كـم (2.8 ميل) جنوب غرب مدينة ماهون. يتم استخدام المطار في المقام الأول من قبل الرحلات العارضة والموسمية ويكون أكثر ازدحامًا خلال موسم أبريل وأكتوبر. في عام 2019، استقبل المطار أكثر من 3 ملايين مسافر، مما جعله المطار الخامس عشر الأكثر ازدحامًا في البلاد في ذلك العام.

## تاريخ
أول مدرج للطيران في جزيرة منورقة، مطار سان لويس، بُني خلال الحرب الأهلية الإسبانية في أواخر ثلاثينيات القرن الماضي، وكان يبلغ طوله 850 مترًا. استخدم المطار بشكل متكرر للطائرات القادمة من جزيرة ميورقة المجاورة، وفي عام 1949، قررت وزارة الطيران الإسبانية تحويله إلى مطار مدني بالكامل. هبطت أول رحلة مدنية في أغسطس من نفس العام، قادمة من برشلونة، عبر شركة أفياكو باستخدام طائرة من طراز بريستول 170.
لاحقًا، خضع المطار لتمديد مدرجه مرتين في أواخر الخمسينيات وأوائل الستينيات لاستيعاب طائرات دوغلاس دي سي-4 الأكبر حجمًا التي بدأت شركة أفياكو تشغيلها. أُعيدت تسمية المطار رسميًا إلى "مطار ماهون" في سبتمبر 1965.
تزايدت حركة المسافرين مع الزمن، مما خلق حاجة لبناء مطار جديد أكبر بمدرج أطول لاستيعاب الطائرات الكبيرة. بدأ العمل على الموقع الحالي للمطار في عام 1967، وافتُتح رسميًا تحت اسم "مطار منوركا" في 24 مارس 1969. تحول مطار سان لويس منذ ذلك الوقت إلى موقع يستخدم الطائرات الخفيفة كنادٍ للطيران.
واصلت أعداد الركاب ارتفاعها خلال السبعينيات والثمانينيات، حتى تجاوز عددهم مليون مسافر سنويًا في عام 1986. نتيجة لذلك، شُيّد مبنى الركاب الحالي عام 1987 وافتُتح للجمهور في مايو 1988. شهد المطار المزيد من التوسعات والتجديدات خلال تسعينيات وألفينيات القرن الماضي، حتى وصل إلى شكله الحالي في عام 2008.
في 17 أبريل 2024، أعلنت شركة إنير عن خطة لتوسيع عدد من المطارات بين عامي 2027 و2031، وكان مطار منوركا ضمن المطارات المخطط لتوسعتها.

## المحطة
يضم مطار منوركا حاليًا 42 مكتبًا لتسجيل الوصول، و16 بوابة مغادرة (5 منها مزودة بجسور جوية)، و6 سيور لاستلام الأمتعة. في 14 سبتمبر 2006، وقع انهيار جزئي للسقف في الجزء الجديد من مبنى الركاب أثناء أعمال البناء. يُعتقد أن الانهيار نتج عن تراكم مياه الأمطار الثقيلة، ما أدى إلى محاصرة 20 شخصًا مؤقتًا وإصابة 3 عمال. في عام 2016، تجاوز حجم الركاب السنوي الذي عالجه المطار لأول مرة 3 ملايين مسافر.

## شركات الطيران والوجهات

### ركاب
| شركـات طيـران            | الوجهات |
| ------------------------ | --- |
| طيران أوروبا             | موسمية: مطار برشلونة الدولي |
| نوستروم إير              | رحلات موسمية خاصة: لشبونة، بورتو |
| الخطوط الجوية النمساوية  | موسمية: فيينا |
| بينتر كنارياس            | موسمية: مطار كناريا الكبرى |
| الخطوط الجوية البريطانية | موسمية: مطار غاتويك |
| خطوط بروكسل الجوية       | موسمية: مطار بروكسل الدولي |
| طيران ديسكفر             | موسمية: فرانكفورت، مطار ميونخ الدولي |
| إيزي جيت                 | لندن–غاتويك موسمية: مطار بازل ميلوز، بلفاست، برلين، بوردو، بريستول، جنيف، لشبونة، لندن–لوتن، ليون، مانشستر، ميلان–مالبينسا، نانت، نابولي، باريس–شارل ديغول، بورتو، تولوز |
| إديلويس إير              | موسمية: زيورخ |
| يورو وينجز               | موسمي: كولونيا/بون، دوسلدورف |
| أيبيريا                  | مدريد موسمي: أليكانتي، إيبيزا، ليون، ميورقة، بلنسية، سرقسطة |
| إيبيروجيت                | رحلات شارتر موسمية: لشبونة |
| إيتا                     | موسمي: ميلانو-ليناتي، روما-ليوناردو دا فينشي |
| جيت تو دوت كوم           | موسمي: بلفاست، برمينغهام، بورنموث، بريستول، إيست ميدلاندز، إدنبرة، غلاسكو، ليدز/برادفورد، ليفربول، لندن-ستانستد، مانشستر، نيوكاسل                                        |
| لوفتهانزا                | موسمي: فرانكفورت، ميونخ |
| توي فلاي بلجيكا          | موسمي: بروكسل |
| توي فلاي ألمانيا         | موسمي: دوسلدورف، فرانكفورت، هانوفر، ميونخ، شتوتغارت |
| يويب فلاي                | ميورقة |
| فولوتيا                  | موسمي: أستورياس، بلباو، بريست، بوردو (تبدأ في 6 يوليو 2025)، ليل، ليون، مارسيليا، مونبلييه، نانت، سان سيباستيان، سرقسطة                                                  |
| خطوط فيولينغ الجوية      | برشلونة، موسمي: بلباو، مالقة، باريس أورلي |

### بضائع
| شركـات طيـران | الوجهات         |
| ------------- | --------------- |
| سويفت إير     | برشلونة، ميورقة |